# Patricia Hitchcock

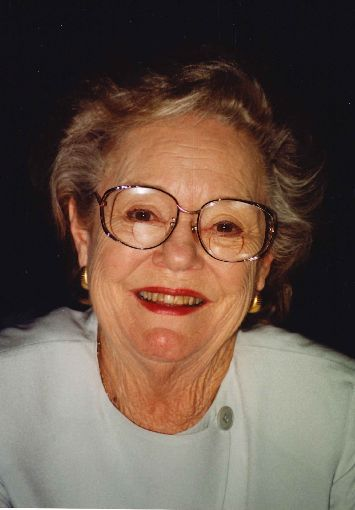
Patricia Hitchcock (1996)

Patricia Alma Hitchcock (* 7. Juli 1928 in London, Vereinigtes Königreich; † 9. August 2021 in Thousand Oaks, Kalifornien) war eine britisch-US-amerikanische Schauspielerin und Filmproduzentin. Sie war die Tochter des Filmregisseurs Alfred Hitchcock und spielte Nebenrollen in drei Filmen ihres Vaters.

## Leben
Patricia Hitchcock wurde 1928 als einziges Kind des Filmregisseurs Alfred Hitchcock und seiner Frau, der Filmeditorin Alma Reville, geboren. Während ihrer Kindheit stieg ihr Vater zu einem der bedeutendsten britischen Filmregisseure auf und die Familie siedelte 1939 von London in die Vereinigten Staaten nach Los Angeles über. In den folgenden Jahrzehnten war ihr Vater in Hollywood einer der wichtigsten Regisseure. Schon in jungen Jahren wollte Patricia Hitchcock Schauspielerin werden. In den frühen 1940er Jahren begann sie, bei verschiedenen Theatergruppen zu spielen. Nach ihrem Abschluss an der Marymount High School in Los Angeles im Jahre 1947 besuchte sie die Royal Academy of Dramatic Art in London. Sie übernahm Rollen in den Broadway-Stücken Violet (1944) und  The High Ground (1951), die Stücke wurden allerdings nach jeweils drei Wochen abgesetzt.
Alfred Hitchcock gab seiner Tochter Nebenrollen in drei seiner Filme: 1950 hatte sie ihr Filmdebüt in Die rote Lola in der Nebenrolle einer fröhlichen Schauspielstudentin, ein Jahr später hatte sie ihre größte Hitchcock-Rolle als kluge Schwägerin von Farley Granger in Der Fremde im Zug, und 1960 übernahm sie einen markanten Kurzauftritt als frisch verheiratete, etwas unscheinbare Arbeitskollegin von Janet Leighs Sekretärin in Psycho. Sie erhielt einige Rollen in amerikanischen Fernsehserien – unter anderem in zehn Folgen von Alfred Hitchcock Presents – und hatte eine Statistenrolle im Bibelfilm Die zehn Gebote von Cecil B. DeMille. Nach nur wenigen weiteren Rollen Mitte der 1970er Jahre beendete sie ihre Schauspielkarriere. Patricia Hitchcock kommentierte später, dass sie sich für ihre Karriere gewünscht hätte, dass der Nepotismus ihres Vaters stärker gewesen wäre, da er sie nur besetzt habe, wenn er sie für absolut richtig für die Rolle hielt.
Sie gab zur Erinnerung an Leben und Werk ihres Vaters zahlreiche Interviews und hatte öffentliche Auftritte. Sie wirkte als Gesprächspartnerin und Zeitzeugin an beinahe allen großen Dokumentationen über Alfred und Alma Hitchcock mit. Mitte der 1980er Jahre war sie zudem an der Wiederaufführung und Restaurierung der bis dahin im Familienbesitz befindlichen fünf Filme – den sogenannten „The Five Lost Hitchcocks“, namentlich Cocktail für eine Leiche (1948), Das Fenster zum Hof (1954), Immer Ärger mit Harry (1955), Der Mann, der zuviel wusste (1956) und Vertigo – Aus dem Reich der Toten (1958) – beteiligt. Im Jahr 2000 produzierte sie die Dokumentation The Man on Lincoln’s Nose über das Werk des Art Directors Robert F. Boyle, der mehrfach mit ihrem Vater zusammengearbeitet hatte.
Von 1952 bis zu seinem Tod 1994 war Patricia Hitchcock mit dem Geschäftsmann Joseph E. O’Connell Jr. verheiratet. Mit ihm bekam sie drei Töchter, die 1953, 1954 und 1959 geboren wurden. Nachdem ihre Enkeltochter 2003 an Mukoviszidose gestorben war, engagierte sie sich finanziell für die Bekämpfung der Krankheit. Wegen gesundheitlicher Probleme zog sie sich in den 2010er Jahren aus der Öffentlichkeit zurück; sie lebte im kalifornischen Solvang, bis das Haus 2018 infolge eines Waldbrands niederbrannte, danach in Thousand Oaks. Patricia Hitchcock starb im August 2021 im Alter von 93 Jahren.

## Filmografie
- 1950: Die rote Lola (Stage Fright)
- 1951: Der Dreckspatz und die Königin (The Mudlark)
- 1951: Der Fremde im Zug (Strangers on a Train)
- 1952: Suspense (Fernsehserie, eine Folge)
- 1955: Front Row Center (Fernsehserie, eine Folge)
- 1955–1960: Alfred Hitchcock Presents (Fernsehserie, zehn Folgen)
- 1956: Screen Directors Playhouse (Fernsehserie, eine Folge)
- 1956: Matinee Theatre (Fernsehserie, eine Folge)
- 1956: Die zehn Gebote (The Ten Commandments)
- 1958: The Life of Riley (Fernsehserie, eine Folge)
- 1958: Playhouse 90 (Fernsehserie, eine Folge)
- 1958: Suspicion (Fernsehserie, eine Folge)
- 1960: Psycho
- 1975: Ladies of the Corridor (Fernsehfilm)
- 1976: Six Characters in Search of an Author (Fernsehfilm)
- 1978: Skateboard
- 2000: The Man on Lincoln’s Nose (Dokumentarfilm, als Produzentin)